# Sachliche Romanze
Sachliche Romanze ist ein Gedicht Erich Kästners, das der Neuen Sachlichkeit zugerechnet wird. Erstmals erschien die Romanze in der Vossischen Zeitung vom 20. April 1928. Ein Jahr später fand sie Aufnahme in Kästners zweitem Gedichtband Lärm im Spiegel. Beschrieben wird ein Paar, das unvermittelt feststellt, dass ihnen die Liebe füreinander abhandengekommen ist. Der Ton des Gedichts ist dem emotionalen Thema der Zerbrechlichkeit der Liebe entgegengesetzt und betont sachlich und distanziert.

## Inhalt
In dem Gedicht werden ein Mann und eine Frau vorgestellt, deren Liebe zueinander nach acht Jahren „plötzlich abhanden“ gekommen ist. Der einzige angedeutete Grund für die Trennung der zwei Protagonisten ist, dass sie sich mit der Zeit zu sehr aneinander gewöhnt haben („und man darf sagen: sie kannten sich gut“), auch sonst bleiben nähere Umstände wie die Namen der Protagonisten oder eine historische oder örtliche Einordnung des Geschehens weitgehend ungeklärt. Sie sind traurig, tun aber so, als sei nichts, sie können mit ihren Gefühlen nicht umgehen und nicht mehr aufeinander zugehen („Da weinte sie schließlich. Und er stand dabei.“). Auf einen Vorschlag des Mannes hin gehen die beiden „ins kleinste Café am Ort“, wo sie bis zum Abend bleiben. Sie finden keine Lösung („Sie saßen allein und Sie sprachen kein Wort und konnten es einfach nicht fassen.“). So enden das Gedicht und die Beziehung der beiden in Sprachlosigkeit und, obwohl die beiden noch zusammen sitzen, ist jeder bereits allein.

## Aufbau
Das Gedicht umfasst vier Strophen. Die ersten drei Strophen haben je vier vierhebige Verse. Versmaß ist ein Wechsel zwischen Jambus und Daktylus. Das ist also der Wechsel aus einem Jambus, einem Daktylus und drei Jamben (einer kurzen, einer langen, wiederum einer betonten und zwei kurzen, sowie im Wechsel drei unbetonter und betonter Silben). Reimschema bildet der Kreuzreim. Die vierte Strophe umfasst fünf Verse des Reimschemas [abaab], wobei die mit „a“ bezeichneten Verse je vier, die mit „b“ bezeichneten je drei Hebungen aufweisen.

## Stilistische Besonderheiten
Entsprechend dem oxymorischen Titel behandelt das Gedicht ein emotionales Thema (das Ende einer Liebe) in betont distanziertem Tonfall. In meist kurzen und nüchternen Sätzen („Da weinte sie schließlich. Und er stand dabei.“) wird die Situation knapp umrissen. Die Skizzenartigkeit des Gedichts wird zum Beispiel durch den Vers „Vom Fenster aus konnte man Schiffen winken“ betont, der nicht in sichtbarem Zusammenhang mit dem Rest steht, allerdings mit den Schiffen eine Sehnsucht nach Fernem andeutet.
Eine weitere Auffälligkeit ist die in Klammern gesetzte Parenthese „und man darf sagen: sie kannten sich gut“ in der ersten Strophe, der ungewöhnliche Vergleich, die Liebe sei „plötzlich abhanden“ gekommen „wie andern Leuten ein Stock oder Hut“, ebenfalls in der ersten Strophe, sowie die für Gedichte unübliche indirekte Rede in der dritten Strophe: „Er sagte, es wäre schon Viertel nach Vier | und Zeit, irgendwo Kaffee zu trinken.“

## Autobiografischer Bezug
Im Jahr 1926 trennte sich Erich Kästner von seiner Jugendliebe Ilse Julius, mit der er seit dem Sommer 1919 liiert war. Am 14. November kam es zu einer sechsstündigen Aussprache, die wegen der bevorstehenden Abreise Ilses „schnell vom Zaun gebrochen werden mußte“, und von der Kästner, ganz im Tonfall des späteren Gedichts, seiner Mutter berichtete: „Also die Hauptsache: Zwischen Ilse und Erich ist’s aus. Sie machte mir bis 8h damit das Leben noch einmal schwer, daß sie behauptete: sie habe mich trotz allem lieb.“ Darauf habe Kästner ihr erklärt, „seit 6 Jahren etwa weißt Du, daß Du mich nicht liebst und nie geliebt hast.“ Sie habe ihn „nur gern gehabt, weil ich anständig, zuverlässig, ehrlich und gescheit bin […] Deswegen auch bist Du, trotz aller Tränen, froh, daß es aus ist.“
Kästners Biograf Sven Hanuschek beschrieb, dass die gescheiterte Beziehung Kästners Verhältnis zu Frauen prägte, und er über Jahre hinaus auf diese „Grande Liaison“ anspielte. Dennoch wertete er, dass es zwar deutliche Anklänge von Sachliche Romanze an Kästners eigene Beziehung mit Ilse Julius gebe, das Gedicht aber „eine Fiktionalisierung, eine Formung – unfreundlicher: Verformung – der eigenen Geschichte“ sei. Während in der Wirklichkeit nur einem Partner die Liebe abhandengekommen sei, werde daraus im Gedicht ein synchroner Vorgang, von beiden gemeinsam überspielt, wobei „getreulich die üblichen Geschlechterrollen“ beibehalten werden.

## Vertonung
Das Gedicht wurde außer von einer Reihe von Chansonkomponisten von Herman van Veen, Udo Lindenberg, Stefan Gwildis und Jürgen von der Lippe vertont.